# Райт, Шерика
Шерика Моник Райт (англ. Shereka Monique Wright; род. 21 сентября 1981 года, Копперас-Ков, штат Техас, США) — американская профессиональная баскетболистка, выступавшая в женской национальной баскетбольной ассоциации. Была выбрана на драфте ВНБА 2004 года в первом раунде под общим тринадцатым номером клубом «Детройт Шок». Играла в амплуа лёгкого форварда. По окончании своей карьеры вошла в тренерский штаб команды NCAA «Техас Тек Леди Райдерс». А в данное время является ассистентом главного тренера студенческой команды «Алабама Кримсон Тайд».

## Ранние годы
Шерика родилась 21 сентября 1981 года в небольшом городке Копперас-Ков (Техас) в семье Уолтера и Мари Райт, у неё есть старший брат, Энтуон, а училась она там же в одноимённой средней школе, в которой выступала за местную баскетбольную команду.